# Radków (gmina w województwie dolnośląskim)

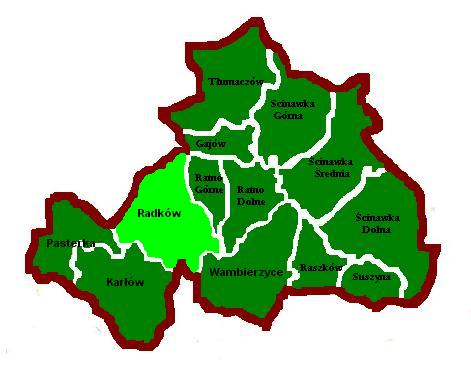
Gmina Radków

Radków – gmina miejsko-wiejska w województwie dolnośląskim, w powiecie kłodzkim. W latach 1975–1998 gmina położona była w województwie wałbrzyskim.
Siedziba gminy to miasto Radków.
Według danych z 31 grudnia 2019 roku gminę zamieszkiwały 9052 osoby. Natomiast według danych z 30 czerwca 2020 roku gminę zamieszkiwało 9018 osób.

## Struktura powierzchni
Powierzchnia: 139 km², w tym: 15 km² miasto Radków, 124 km² wsie gminy. Struktura użytkowania terenu: użytki rolne 7.936 ha, lasy 4.821 ha, tereny zainwestowane 1.218 ha.

## Demografia
Liczba mieszkańców: 10.287, w tym: miasto: 2.646, gmina: 7.641

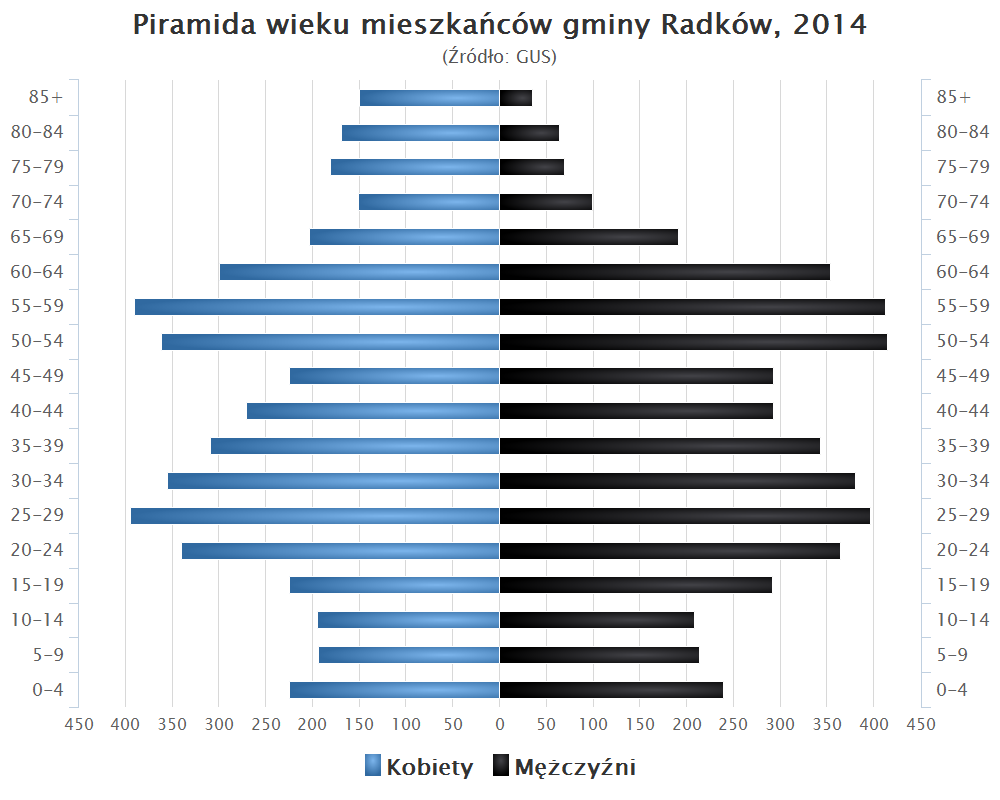
Piramida wieku mieszkańców gminy Radków w 2014 roku

## Geografia
Na terenie gminy położone są środkowe i najwyższe piętra Gór Stołowych. Są to obszary o unikatowych walorach nie tylko w skali gminy, ale i województwa. W obrębie gminy znajduje się około 45% powierzchni Parku Narodowego Gór Stołowych. Ruch turystyczny wokół Gór Stołowych koncentruje się we wsiach Karłów i Pasterka. Ponadto ważnymi centrami turystycznymi są: Radków z ośrodkiem wypoczynku świątecznego „nad Zalewem Radkowskim” oraz wieś Wambierzyce z bazyliką – ośrodek kultu religijnego znany w kraju i zagranicą.

### Atrakcje turystyczne
- Szczeliniec Wielki (919 m n.p.m.) – najwyższy szczyt Gór Stołowych i ich najatrakcyjniejsze i najbardziej odwiedzane miejsce
- Błędne Skały – rezerwat krajobrazowy o powierzchni 21,14 ha na wys. 852 m. z siecią regularnych, szeroko rozwartych szczelin skalnych o głębokości 6–8 m; tworzą one labirynt skalny, „skalne miasto” z wąskimi uliczkami
- Radkowskie Skały
- Skalne Grzyby
- Fort Karola
- Bazylika Wambierzycka
- Kalwaria Wambierzycka – jedna z największych w Europie, obejmuje ok. 150 kaplic i stacji
- Ruchoma Szopka
- Szosa Stu Zakrętów – prowadzi z Radkowa do Kudowy-Zdroju przez Karłów, w obszarze Gór Stołowych
- Zamek Kapitanowo w Ścinawce Średniej

## Sołectwa
Gajów, Karłów, Pasterka, Raszków, Ratno Dolne, Ratno Górne, Suszyna, Ścinawka Dolna, Ścinawka Górna, Ścinawka Średnia, Tłumaczów, Wambierzyce.

## Polityka
Gmina Radków ma status gminy miejsko-wiejskiej. Mieszkańcy wybierają do rady miasta i gminy 15 radnych. Organem wykonawczym władz jest burmistrz. Siedzibą władz miasta i gminy znajduje się w Radkowie w ratuszu przy ulicy Rynek 1.
Burmistrzowie miasta i gminy Radków (od 1990):
- 1990–1994: Marek Jagódka
- 1994–2002: Waldemar Kozina
- od 2002: Jan Karol Bednarczyk

Mieszkańcy gminy Radków wybierają parlamentarzystów do Sejmu z okręgu wyborczego Wałbrzych, a do Senatu z okręgu wyborczego dzierżoniowsko-kłodzko-ząbkowickiego, zaś posłów do Parlamentu Europejskiego z dolnośląsko-opolskiego okręgu wyborczego z siedzibą we Wrocławiu.
Na czele każdego z sołectw stoi sołtys jako jednoosobowy organ władzy wykonawczej, który ma do pomocy radę sołecką jako organ władzy ustawodawczej, która wybierana jest przez wszystkich mieszkańców danej wsi.

## Transport
Przez gminę Radków przebiegają odcinki dróg wojewódzkich nr: 385, 386 oraz 387.
Istniejące od 1902 r. połączenie kolejowe Radkowa ze Ścinawką Średnią zostało w 1987 r. zawieszone. We wrześniu 1999 r. linia została rozebrana. W 2010 r. odbudowano natomiast inną, rozebraną w latach 90. linię towarową ze Ścinawki Średniej do Tłumaczowa.

## Sąsiednie gminy
Kłodzko (gmina wiejska), Kudowa-Zdrój, Nowa Ruda, Nowa Ruda (gmina wiejska), Szczytna. Gmina graniczy z Czechami.